# Jean de Sperati
Jean de Sperati (Pisa, Italia, 1884- Aix-les-Bains, Francia, 1957) fue un grabador e impresor francés, de origen italiano, dedicado a la falsificación de sellos postales con notable calidad. Aficionado a la filatelia desde muy joven, se convirtió en quizás el mayor falsificador de sellos postales de la historia, destacando por la elevadísima calidad de sus reproducciones. 

## Biografía

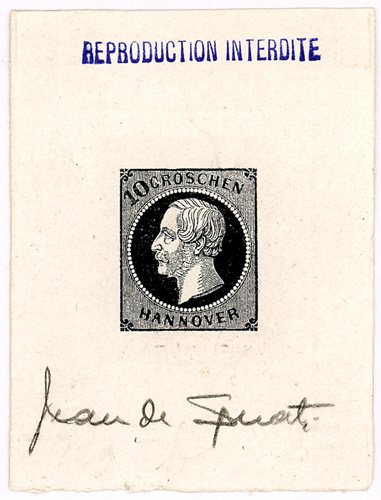
Reproducción de Jean de Sperati, sobre un sello alemán.

Nació en Pisa, Italia en 1884, con el nombre de Giovanni Desperati, en una familia dedicada de impresores y fotógrafos, lo cual le permitió en su adolescencia y juventud aprender técnicas de grabado e impresión, así como conocer distintas variedades de papel y de tinta. Cuando su familia emigró a Francia en 1909 precisamente al ser acusados de falsificación e investigados por la policía italiana, Giovanni Desperati se estableció en París y allí afrancesó su nombre a Jean de Sperati, por el cual se hizo mundialmente conocido. 
En paralelo con sus labores de fotógrafo e impresor, se dedicó a la falsificación de sellos postales, actividad en la cual alcanzó gran maestría, llegando a falsificar gran cantidad de ejemplares de sellos que lograba vender a coleccionistas de estampillas que -por falta de dinero- no podían comprar piezas originales. De hecho, sus falsificaciones engañaron a todos los peritos de la primera mitad del siglo XX y no hubiera sido descubierto, de no ser por un hecho fortuito ocurrido durante la Segunda Guerra Mundial. 
Aproximadamente desde 1930 Sperati se mudó a la localidad de Aix-les-Bains, para evitar llamar la atención de la policía francesa después de que varios comerciantes en filatelia le encargaran reproducciones de sellos valiosos. A pesar de la Segunda Guerra Mundial, amplió sus actividades en tanto varios inversionistas ricos ansiaban comprar sellos raros y de alto precio como un medio de inversión ante las incertidumbres de la guerra, ya que los sellos muy raros y valiosos eran unos objetos livianos y pequeños, fáciles de esconder y transportar.   
El 6 de febrero de 1942 Sperati quiso despachar desde la Francia ocupada una encomienda a Portugal. Al ser abierto el paquete por la censura de guerra francesa, y ver que contenía planchas enteras de estampillas clásicas de gran valor (tanto francesas como alemanas), fue acusado por la Inspección de Aduanas de exportación no declarada de divisas, lo cual suponía un delito de contrabando por el cual sufriría prisión y una enorme multa.
Sperati proclamó su inocencia, confesando entonces que sus envíos no eran estampillas auténticas, sino simples reproducciones hechas por él mismo, como obras artísticas, sin valor filatélico. Se le inició un proceso judicial en enero de 1944 y se convocó a grandes expertos en filatelia, quienes coincidieron en señalar que las estampillas eran auténticas y de un valor elevadísimo, debido a su excelente estado de conservación. Sperati consiguió salir en libertad tras el pago de una millonaria multa. Después de este incidente, Sperati envió tres estampillas a tres distintos peritos para que las analizaran y dictaminaran sobre su autenticidad. Cuando los tres decidieron que eran auténticas, Sperati les pidió que las analizaran en conjunto. Cuando hicieron esto, se sorprendieron al ver que los tres matasellos eran exactamente iguales, estaban en la misma posición y tenían la misma cantidad de tinta. La única explicación posible era que Sperati tenía razón y las estampillas eran tres falsificaciones obra del mismo autor. 
Tras la guerra se reabrió su proceso en 1946, y Sperati alegó que sus falsificaciones eran un "arte de la filatelia", que no tenía intenciones de cometer estafas o fraudes, y que sus reproducciones jamás eran vendidas como "sellos auténticos", más aún porque todas las copias decomisadas por las autoridades francesas estaban firmadas al reverso por el propio Sperati. 
En 1948 Sperati fue condenado por falsificación, pero debido a su edad al momento de la sentencia (64 años), no ingresó en la cárcel. En 1954 recibió diez millones de francos franceses de la Royal Philatelic Society de Gran Bretaña con la condición de que no siguiera realizando sus "obras artísticas". Sperati murió en abril de 1957, tras este hecho la Royal Philatelic Society adquirió todas las existencias de su taller (copias de estampillas e instrumentos), parte de estas reproducciones se exhibe en el Museo Británico.

## Trabajo
Según sus palabras, su deseo no era estafar al público con sus obras, sino ridiculizar a los "expertos", que ignoraron su obra por mucho tiempo tiempo, y a la vez, desmitificar las "rarezas" de la filatelia al punto que solía vender sus reproducciones por un valor mucho menor al de los originales, aun tratándose de ejemplares raros y costosos. De hecho, Sperati conocía ampliamente las técnicas de impresión utilizadas para la emisión de sellos postales de su época, como la fototipia, lo cual le permitía copiar muy bien tanto el grabado a buril como la litografía, mientras que obtenía el papel para sus reproducciones reciclando estampillas de escaso valor o empleando los bordes de las hojas de estampillas auténticas gracias a sus conocimientos de química. Para evitar que sus reproducciones fueran vendidas como ejemplares originales en el mercado filatélico, Sperati solía firmarlas en el dorso, aunque dicha firma la realizaba en lápiz.
Sperati estuvo realizando y distribuyendo falsificaciones desde 1910 hasta 1942 sin ser jamás descubierto por los expertos de su época, y su prolífica labor abarca no menos de 70 países diferentes, si bien nunca se pudo hacer una lista completa de sus trabajos. Cuando la Royal Philatelic Society de Londres compró a Sperati su stock de estampillas y elementos de imprenta, marcó las reproducciones de Sperati con tinta y de modo muy visible para venderlas entre sus afiliados, mientras que destruyó los materiales de impresión. Hasta la fecha las reproducciones de Sperati así determinadas son comerciadas en el mercado de coleccionistas.